# Virginia Ragsdale
Virginia Ragsdale (13 décembre 1870 - 4 juin 1945) est une enseignante et une mathématicienne américaine spécialisée dans les courbes algébriques, connue pour avoir résolu un problème topologique nommé en son honneur la conjecture de Ragsdale (en).

## Enfance
Virginia Ragsdale est née dans une ferme à Jamestown, en Caroline du Nord, troisième enfant de John Sinclair Ragsdale et Emily Jane Idol. Son père est un officier de la guerre de Sécession,puis entrepreneur dans le coton également enseignant à la Flint Hill School. Sa mère enseignante doit renoncer à son métier en épousant son père.
Elle documente ses premières années dans un article intitulé "Our Early Home and Childhood".

## Études
Virginia Ragsdale entre à la Salem Academy et sort première de sa promotion avec son diplôme Valedictorian en 1887 avec un diplôme supplémentaire en piano. Elle fréquente ensuite le Guilford College à Greensboro, en Caroline du Nord, où elle obtient son baccalauréat en sciences en 1892. Elle est active dans la vie étudiante en créant un YMCA sur le campus, en développant l'athlétisme universitaire et en contribuant à la formation de la Guilford's Alumni Association.
Virginia Ragsdale reçoit la première bourse du Bryn Mawr College pour la meilleure recherche de Guilford College  Elle étudie la physique au Bryn Mawr College, obtenant un diplôme en 1896. Elle est élue boursière européenne pour la promotion de 1896, mais attend un an avant de voyager, travaillant comme démonstratrice adjointe en physique et en mathématiques à Bryn Mawr.
Avec deux de ses collègues (dont Emilie Martin), elle passe l'année 1897-98 à l'étranger à l'université de Göttingen, où elle assiste aux conférences de Felix Klein et de David Hilbert. Après son retour aux États-Unis, elle enseigne à Baltimore pendant trois ans, jusqu'à ce qu'une deuxième bourse soit octroyée par l'Association Baltimore pour la promotion de l'éducation universitaire des femmes lui permettant de retourner au collège Bryn Mawr pour terminer son doctorat sous la direction de Charlotte Scott.
Sa thèse, intitulée "On the Arrangement of the Real Branches of Plane Algebraic Curves", est publiée en 1906 par l'American Journal of Mathematics,. Elle traite du seizième problème de Hilbert, pour lequel Virginia Ragsdale formule une conjecture qui prévoit une borne supérieure au nombre de cercles topologiques d'un certain type. Son résultat s'appelle la conjecture de Ragsdale (en) qui était un problème non résolu depuis 1900 jusqu'à ce que des contre-exemples soient trouvés par Oleg Viro (1979) et Ilya Itenberg (1994),.

## Carrière
Après avoir obtenu son diplôme, Virginia Ragsdale enseigne à New York et à la School of Girls du Dr. Sach jusqu'en 1905. Elle devient la directrice de la Baldwin School à Bryn Mawr de 1906 à 1911 et assistante de Charlotte Scott de 1908 à 1910. Elle retourne en Caroline du Nord en 1911 pour accepter un poste en mathématiques au Woman's College de Greensboro (maintenant connu sous le nom d’Université de Caroline du Nord à Greensboro). Elle y reste presque deux décennies et elle est même la responsable du département de 1926 à 1928. Elle encourage l'école à acheter un télescope et le département de mathématiques à ajouter des statistiques au programme.
En 1928, elle se retire de l'enseignement pour s'occuper de la santé de sa mère et participer à la gestion de la ferme familiale. Après la mort de sa mère en 1934, elle construit une maison à Guilford College, où elle passe ses dernières années,. À sa mort, elle fait don de sa maison au Guilford College, où logent les alumnis et les personnes visitant la faculté. En 1965, le président de Guilford, Grimsley Hobbs, s'installe dans le logement de Virginia Ragsdale, qui abrite depuis la présidence de l'université.